# 萨伦托

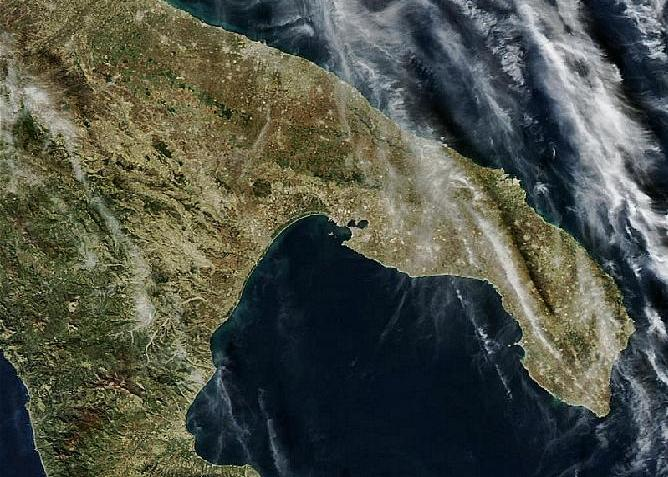
萨伦托半島衛星地圖

萨伦托（義大利語：Salento），也稱萨伦蒂纳半岛（義大利語：Penisola Salentina），是位於亞平寧半島東南部的一個半島。萨伦托半島的範圍包括了普利亞的塔蘭托省、萊切省、布林迪西省。在地理上，萨伦托半島位於意大利的最東端。南側是伊奧尼亞海、東北是亞德里亞海，隔塔蘭托灣和卡拉布里亞半島相望，東側則隔奧特朗托海峽和阿爾巴尼亞相望。萨伦托沿海有許多瞭望塔，在歷史上用來抵禦入侵，多修建於15至16世紀。但現在多被廢棄。